# 곤고급 구축함
공고급 구축함(こんごう型護衛艦, Kongō class destroyer)은 일본 해상자위대의 이지스 유도 미사일 구축함으로 미국의 알레이 버크급 구축함의 설계를 수정하여 만들어진 구축함이다.

## 디자인
공고급 구축함은 고도로 발전한 이지스 화력 통제 시스템과 SM-2 함대공 미사일과, 대잠로켓 ASROC, 대함 미사일 하푼을 탑재하였다. 또한 근접방공체계(CIWS)로 팰렁스를 장착한다. 수직발사기는 90기를 장착하였다. 하지만 일본의 평화헌법과 자위대의 수동적인 방어임무로 인해 공고급 구축함에는 토마호크 미사일 장착을 할 수 없으나 최근 토마호크 순항미사일의 도입을 논의중에 있다.
이지스 시스템을 채용한 다른 배에서는 상부 구조물에 기존의 회전식 레이다 안테나를 제거하고 AN/SPY-1 위상 배열 레이다를 장착한다. 상부 구조물은 레이다 반사 면적을 줄이기 위해 스텔스 형상으로 제작한다. 그 결과 결과적으로 공고급 구축함은 다른 전형적인 구축함보다도 더 상부 구조물이 무거워졌고 흘수는 더욱 깊어지게 되었다.
함대 지휘를 위한 다른 장비를 탑재해야 했기 때문에 공고급 구축함의 내부 구조는 디자인에서의 기초가 된 알레이버크급 구축함과는 꽤 다르다.
공고급 구축함은  조선민주주의인민공화국의 탄도 미사일을 먼저 저지할 수 있도록 미사일 방어(MD)의 역할을 할 수 있도록 수정되었다. 이러한 목적과 알레이버크급 구축함 플라이트 II를 만들면서 생긴 재정난으로 타치카제급 구축함의 후계가 되었다.
공고급의 후계함급은 아타고이다.
공고급 구축함은 이시가와지마-하리마 LM2500 가스터빈 4기로 가동된다.
2007년 12월에 일본은 DDG-173 JDS 공고함에서 SM-3 대탄도탄 미사일의 시험을 성공적으로 수행했다. 이지스 탄도탄 방어 시스템의 시험에서 요격 미사일을 발사하는 데 일본의 군함이 선택된 것은 이때가 최초였다. 이전의 시험에서는 추적과 통신을 담당하였다.

## 이름

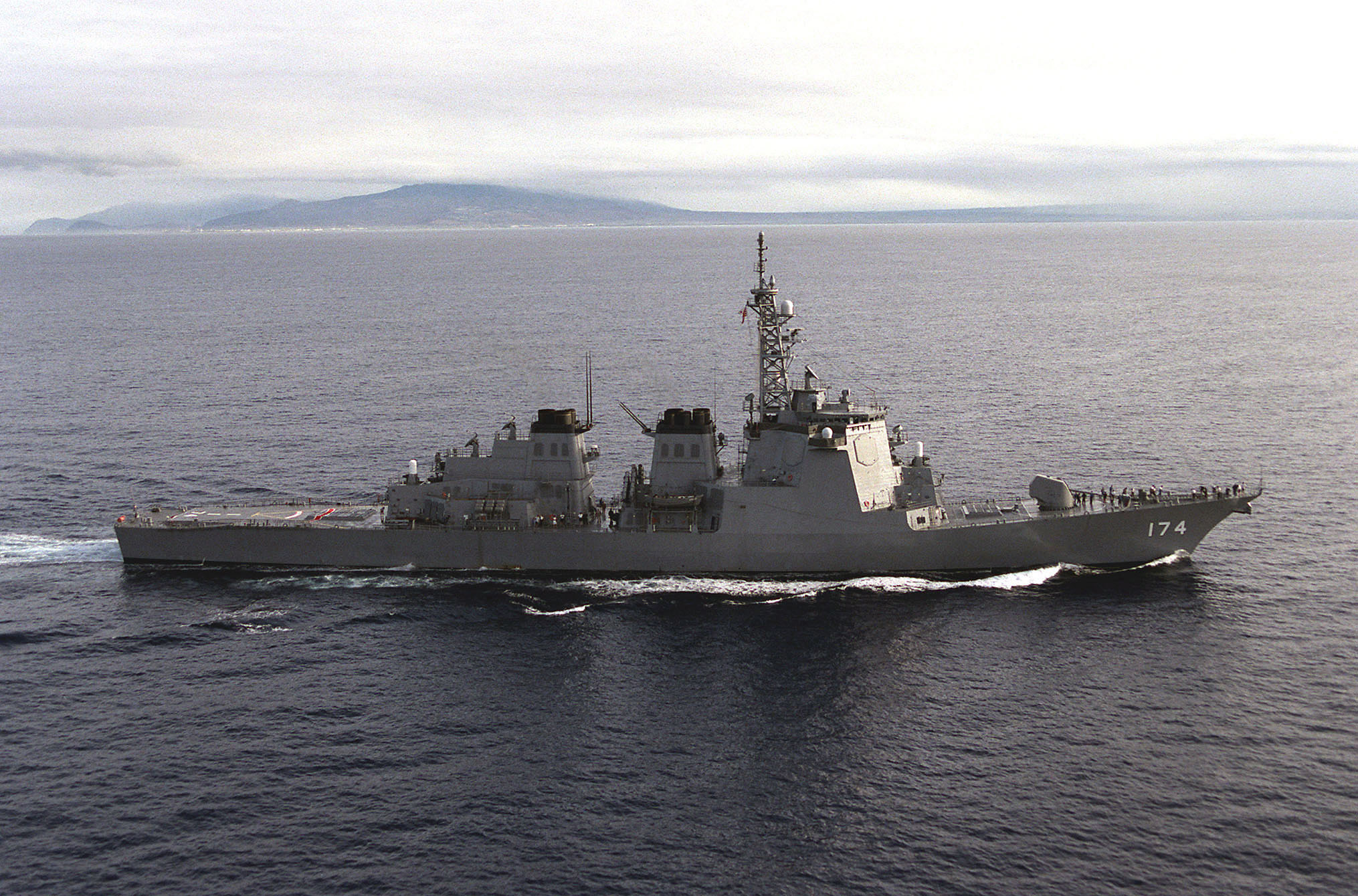
DD 174 기리시마

모든 공고급 구축함은 이름을 명명하면서 일본의 산의 이름을 붙였다. 함급명에 대해서는 공고 산의 이름을 땄다.
이 함급의 이름은 일본의 코르벳함인 공고와 일본 제국 해군의 2차 대전에서 손실된 순양전함 공고, 순양전함 기리시마, 중순양함 묘쿄와 중순양함 쵸카이 등의 이름을 땄다.

## 군함 목록

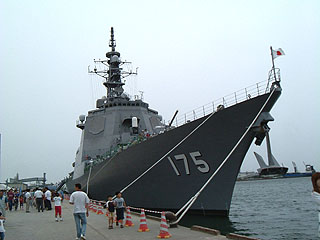
JDS 묘코 (DDG-175)

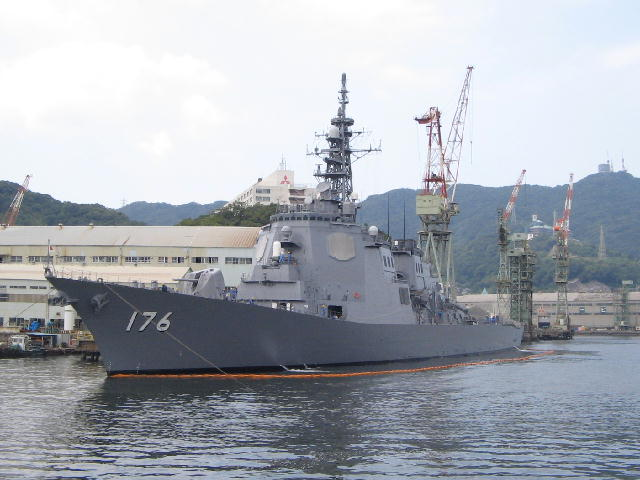
JDS 쵸카이 (DDG-176)

| 함번    | 이름     | 건조            | 진수            | 취역            | 기지     |
| ------- | -------- | --------------- | --------------- | --------------- | -------- |
| DDG-173 | 공고     | 1990년 5월 8일  | 1991년 9월 26일 | 1993년 3월 25일 | 사세보   |
| DDG-174 | 기리시마 | 1992년 4월 7일  | 1993년 8월 19일 | 1995년 3월 16일 | 요코스카 |
| DDG-175 | 묘코     | 1993년 4월 8일  | 1994년 10월 5일 | 1996년 3월 14일 | 마이즈루 |
| DDG-176 | 쵸카이   | 1995년 5월 29일 | 1996년 8월 27일 | 1998년 3월 20일 | 사세보   |

## SM-3 미사일 실험 JFTM-1
2007년 12월 17일 일본의 첫 번째 SM-3 미사일 발사 실험이 있었다. 작전명은 Stellar KIJI였다.
공고함에서 발사된 SM-3 Block IA 미사일은 성공적으로 가상적의 탄도 미사일을 요격했다.
가상적의 탄도 미사일은 태평양의 미사일 실험장에서 발사되었다.

## 같이 보기
- RIM-161 스탠더드 미사일 3
- RIM-66 스탠더드
- RIM-67 스탠더드
- AN/SPY-1